# Kurt Joachim von Bornhaupt
Kurt Joachim von Bornhaupt (* 29. Januar 1928 in Dortmund; † 25. April 2009) war ein deutscher Jurist und Richter am Bundesfinanzhof.
Bornhaupt trat 1957 in die Finanzverwaltung des Landes Nordrhein-Westfalen ein. Von 1965 bis 1974 war er Richter am Finanzgericht Münster, bevor er 1974 an den Bundesfinanzhof berufen wurde. Er war dort Richter, bis er 1992 pensioniert wurde. Anschließend wirkte er als Rechtsanwalt und Steuerberater.
Bornhaupt veröffentlichte neben seiner beruflichen Tätigkeit zum Steuerrecht.